# Edward Wotton (Zoologe)
Edward Wotton  (* 1492 in Oxford; † 5. Oktober 1555) war ein britischer Arzt und Zoologe.

## Leben und Wirken
Wottons Vater Richard war Pedell der Universität Oxford. Er studierte am Magdalen College in Oxford mit dem Bachelor-Abschluss 1513/14 und wurde 1516 Fellow des College.
1520 wurde ihm vorgeworfen, mit anderen Fellows konspiriert zu haben, damit bestimmte Studenten Stipendien erhielten. Bald danach war er der erste Reader für Griechisch am gerade von Bischof  Richard Foxe neu gegründeten Corpus Christi College. Foxe konnte Wotton nicht zum Fellow des neuen College machen, da er Fellow des Magdalen College war, machte ihn aber zum Socius compar des Corpus Christi College und gewährte ihm einen mehrjährigen Italien-Aufenthalt, vor allem um sein Griechisch zu verbessern. In Italien war Wotton meist in Padua, wo er in Medizin promoviert wurde. Aufgrund dessen wurde ihm 1526 auch in Oxford ein M.D. Grad verliehen. 1528 wurde er Fellow des College of Physicians, dessen Consiliarius, Censo und Präsident (1541 bis 1543) er war. Zu seinen Patienten gehörten Adlige wie Thomas Howard, Herzog von Norfolk, und Margaret Pole, Gräfin von Salisbury, war aber nicht wie früher gelegentlich behauptet wurde Leibarzt von Heinrich VIII. Von Margaret Pole erhielt er eine jährliche Pension und korrespondierte mit ihrem Sohn, dem späteren Kardinal Reginald Pole.
Wotton ist vor allem durch ein Werk über Zoologie bekannt, das auf Aristoteles’ Historia animalium aufbaute, in dem er aber auch viel Erfundenes von der Beschreibung der Tierwelt abtrennte und das von Conrad Gessner (der 1551 mit der Veröffentlichung seiner Historia Animalium begann, die 1558 mit dem vierten Band vollendet war), Albrecht von Haller und Michael Neander (in seinem Orbis terrae) gelobt. Das Werk war sehr gut gedruckt und ausgestattet. In ihm führte er die Zoophyten ein, ein heute nicht mehr gebräuchliche Name für pflanzenähnliche Tiere, wozu zum Beispiel die Korallen und Schwämme gezählt wurden. Nach Leuckart übernahm er damit aber fast wörtlich eine schon bei Aristoteles angelegte Beschreibung und aus dem Zusammenhang wird auch deutlich, dass andere zuvor die Bezeichnung benutzten.
Sein Sohn Henry war auch Arzt und Reader für Griechisch am Corpus Christi College.

## Schriften
- De differentiis animalium libri decem. Paris 1552 (Digitalisat) – das Buch war Edward VI. gewidmet.